# Xã Trout Lake, Quận Itasca, Minnesota
Xã Trout Lake (tiếng Anh: Trout Lake Township) là một xã thuộc quận Itasca, tiểu bang Minnesota, Hoa Kỳ. Năm 2010, dân số của xã này là 1.087 người.